# Штефечекова, Зузана
Зу́зана Рехак-Ште́фечекова (словац. Zuzana Rehák-Štefečeková, род. 15 января 1984 года) — словацкая спортсменка, стрелок, олимпийская чемпионка (2020), трехкратная чемпионка мира, чемпионка Европы и Европейских игр, двукратная серебряная медалистка Олимпийских игр (2008 и 2012).
Зузана Штефечекова родилась в 1984 году в Нитре (Чехословакия). Выступает в трапе. В 2003 году заняла 3-е место на чемпионате мира. В 2006 году установила мировой рекорд. В 2008 году заняла 2-е место на чемпионате Европы, а также завоевала серебряную медаль Олимпийских игр. В 2010 году стала чемпионкой мира и вновь завоевала серебряную медаль чемпионата Европы. В 2011 году завоевала серебряную медаль на чемпионате мира. В 2012 году опять завоевала серебряную медаль Олимпийских игр. В 2015 году стала чемпионкой Европейских игр.
Замужем за Мартином Рехаком, 22 апреля 2016 года у них родился сын Натан. Из-за рождения сына пропустила Олимпийские игры 2016 года в Рио-де-Жанейро. После рождения сына вернулась к соревнованиям, выступает с двойной фамилией Рехак-Штефечекова. Возвращение получилось очень удачным, она завоевала серебряную медаль на чемпионате мира 2017 года в Москве, после чего дважды стала чемпионкой мира в 2018 году, а также выиграла 4 медали (золотую, 2 серебряные и бронзовую) на чемпионате Европы 2018 года.